# じゅきあきら・T・
じゅきあきら・T・は、日本の漫画家。女性。デビュー時の名義はじゅきあきら。ペンネームの（・T・）の部分は置き字であり、発音しない。休載状態であった『海の大陸NOA』が再開した際、仕切り直しの意味を込めて追加された。
漫画家の倉谷友也は弟。

## 略歴
1994年の第23回『コミックボンボン』新人まんが大賞にて、「ME・DE・TA 大冒険!!（め・で・た だいぼうけん）」で佳作を受賞し（第22回でも選外佳作を受賞）、同誌1995年春増刊号の読み切り「とらぶるはんたーPAYA（とらぶるはんたーぱや）」でデビューする。
その後『ボンボン』本誌1996年11月号より「海の大陸NOA」の連載を開始したが、1998年4月号で「作者の目の病気のため」という理由で突然の連載中断が発表され、発表時の連載再開予定時期が経過した後も、何の音沙汰もないまま年月が経過した。
2005年に現在の名義で『ボンボン』に復帰し、「NOA」の執筆は7年越しに再開されたが、その間には別名義で作品を発表している。

## 作品
- とらぶるはんたーPAYA（『コミックボンボン増刊』1995年4月号・8月号） - 『海の大陸NOA×』第4巻に8月号掲載話を収録。
- 海の大陸NOA（『コミックボンボン』1996年-1998年・2005年、全3巻・新装版全2巻）
  - 海の大陸NOA+（『コミックボンボン』2006年-2007年、全3巻）
  - 海の大陸NOA×（『MiChao!』2007年-2009年、全4巻）
- 漫才王[5]（『週刊少年サンデー超』2002年、桐野人一名義）
- 文化ブンブンブン[5]（『週刊少年サンデー超』、桐野人一名義）
- 占い鏡術師・ユーヤ様のしもべっ!!（『MiChao!』2009年） - 『海の大陸NOA×』第4巻、『ひめくり〜む 特濃なのぉ！おねぇさま 編』（2016年、講談社）に収録。
- ネメシス姉さん（『ネメシス』2010年-2018年）
- エモ忠臣蔵! 〜理由（ワケ）あって最推しの体をお借りした模様〜（『コミクリ!』2020年、全1巻）